# Prêmio José Reis de Divulgação Científica e Tecnológica
O Prêmio José Reis de Divulgação Científica e Tecnológica é um prêmio concedido anualmente pelo Conselho Nacional de Desenvolvimento Científico e Tecnológico (CNPq) à instituição, empresa de comunicação (jornal, revista, emissora de televisão, etc.) ou indivíduo, pesquisador ou jornalista, que mais tenha contribuído para a divulgação da ciência e da tecnologia no Brasil. O nome do prêmio, criado em 1978, é uma homenagem ao jornalista, médico e cientista brasileiro José Reis, considerado um dos pioneiros da divulgação científica e do jornalismo científico no Brasil.
Inicialmente, o prêmio era bienal e os candidatos sugeridos pela própria comissão julgadora. Em 1982 tornou-se anual, sofrendo uma profunda reformulação em seu regulamento. No período 1983 a 2013, o prêmio contava com três categorias: "Divulgação Científica e Tecnológica", ao pesquisador ou escritor como divulgador da Ciência; "Jornalismo Científico", ao jornalista destaque da área, e "Instituição", premiando a instituição ou o veículo de comunicação que mais apoiou a divulgação científica. Em 2014, as denominações das categorias "Divulgação Científica e Tecnológica" e "Jornalismo Científico" passaram à denominação “Pesquisador e Escritor” e “Jornalista em Ciência e Tecnologia”, respectivamente.
Desde 1995, o Prêmio é concedido anualmente a apenas uma das três categorias, em sistema de rodízio, iniciando-se com “Divulgação Científica e Tecnológica” que, em 2014, passou a ser denominada “Pesquisador e Escritor”.
A edição de 2014 foi a de número 34, na categoria "Divulgação Científica e Tecnológica", cuja entrega da premiação foi realizada na 67.ª Reunião Anual da Sociedade Brasileira para o Progresso da Ciência (SBPC), realizada na Universidade Federal de São Carlos (UFSCar; São Carlos/SP) entre os dias 12 e 18 de julho de 2015.

## Laureados
- 1978/1979: Ronaldo Rogério de Freitas Mourão (Observatório Nacional)
- 1980/1981: Oswaldo Frota-Pessoa (Universidade de São Paulo). Menção honrosa: Maria Julieta Sebastiani Ormastroni (Fundação Brasileira de Ensino de Ciências)
- 1982: Carlos da Silva Lacaz (Sociedade Brasileira para o Progresso da Ciência (SBPC). Menção honrosa: Revista Ciência Hoje (SBPC)
- 1983: Hitoshi Nomura (Escola Superior de Agricultura "Luiz de Queiroz"). Silvio Raimundo (Revista Visão). Instituição: Equipe Globo Rural (Globo Network). Instituição: Revista Ciência Hoje (SBPC). Menção honrosa: Jornal Folha de S.Paulo
- 1984: Gilberto de Souza Soares de Almeida (Fundação Universidade Estadual de Maringá). Menção honrosa: Luis Gonzaga Engelberg Lordello, Escola Superior de Agricultura Luiz de Queiroz da Universidade de São Paulo), Claudio Savaget e Elza Kawakami Savaget. Instituição: Diário do Grande ABC. Menção honrosa: Museu de Pré-História "Paulo Duarte" da Universidade de São Paulo
- 1985: Maria Julieta Sebastiani Ormastroni (Instituto Brasileiro de Educação, Ciência e Cultura – IBECC). Menção honrosa: Andrejus Korolkovas (USP). Ethevaldo Mello de Siqueira (Revista Nacional de Telemática). Menção honrosa: Ulisses Capozoli (Folha de S.Paulo). Instituição: Programa Globo Ciência (Fundação Roberto Marinho] e Globo Vídeo). Menção honrosa: Programa "Encontro Com a Ciência", SBPC
- 1986: Júlio Abranczyk (Jornal Folha de S.Paulo), Sergio Moraes Castanheira Brandão (VideoCiência). Instituição: Instituto de Arqueologia Brasileira – IAB
- 1987: Messias Carrera (Sociedade Brasileira de Entomologia), Diógenes Vieira Silva (Diário do Grande ABC). Menção honrosa: Ivo Egon Stigger (Zero Hora). Instituição: Museu Paraense Emílio Goeldi. Menção honrosa: Fundação para o Desenvolvimento do Ensino de Ciência - FUNBEC
- 1988: Roberto Muylaert Tinoco e Conceição Lemes, Revista Saúde. Menção honrosa: Marina Pires do Rio Caldeira (Folha da Manhã). Instituição: Feira de Tecnologia da Universidade Estadual de Campinas
- 1989: Andrejus Korolkovas (Faculdade de Ciências Farmacêuticas da Universidade de São Paulo). Menção honrosa: Júlio César Lobo (Jornal A Tarde). Instituição: Estação Ciência, Conselho Nacional de Desenvolvimento Científico e Tecnológico. Menção honrosa: Instituto Butantan.
- 1990: Virgínia Torres Schall (Instituto de Biologia, Fiocruz)[3] e Ricardo Bonalume Neto (Jornal Folha de S.Paulo). Instituição: Revista Superinteressante (Editora Abril)
- 1991: Não concedido. Menção honrosa: Moacyr Costa Ferreira (Faculdade de Ciências Exatas e Experimentais de Guaxupé), Erika Franziska Herd Werneck (Departamento de Comunicação do Instituto de Artes e Comunicação da Universidade Federal Fluminense). Menção honrosa: Roberto Barros de Carvalho e Alicia Maria Ivanissevich (Revista Ciência Hoje). Instituição: Revista Ciência Hoje das Crianças (SBPC). Menção honrosa: Caderno Vida, Zero Hora e Agência Brasil
- 1992: Renato Marcos Endrizzi Sabbatini (Faculdade de Ciências Médicas da Universidade Estadual de Campinas); Martha San Juan França (O Estado de S. Paulo). Menção honrosa: João Carlos Pinheiro da Fonseca, Revista Telebrasil e Produtora EMA Vídeo.
- 1993: Ernst Wolfgang Hamburger (Universidade de São Paulo), José Monserrat Filho (Jornal Ciência Hoje) e Agência de Comunicação da Universidade Federal de Santa Catarina
- 1995: Ângelo Barbosa Monteiro Machado (Universidade Federal de Minas Gerais). Menção honrosa: Samuel Murgel Branco (Universidade de São Paulo)
- 1996: Roberto Barros de Carvalho (Revista Ciência Hoje). Menção honrosa: Cláudio Roberto Cordovil Oliveira (Jornal do Brasil)
- 1997: Jornal do Commercio de Recife. Menção honrosa: Centro de Ciências da Secretaria de Estado de Ciência e Tecnologia do Estado do Rio de Janeiro; Espaço Museu Vida da Fundação Oswaldo Cruz (Fiocruz) e Projeto Espaço Ciência, Secretaria de Ciência, Tecnologia e Meio Ambiente do Estado de Pernambuco
- 1998: Samuel Murgel Branco (Universidade de São Paulo). Menção honrosa: Nelio Marco Vincenzo Bizzo (Universidade de São Paulo) e Aldo da Cunha Medeiros (Universidade Federal do Rio Grande do Norte)
- 1999: José Hamilton Ribeiro (Globo Network). Menção honrosa: Ulisses Capozoli (O Estado de S. Paulo)
- 2000: Fundação de Amparo à Pesquisa do Estado de São Paulo. Menção honrosa: Museu de Astronomia e Ciências Afins (MAST)
- 2001: Marcelo Gleiser (Dartmouth College)
- 2002: Fabíola Imaculada de Oliveira (Universidade de São Paulo)[4]
- 2003: Fundação Zoobotânica do Rio Grande do Sul. Menção honrosa: Radiobrás e Televisão Capital de Fortaleza (TV Diário)
- 2004: Vanderlei Salvador Bagnato (Universidade de São Paulo). Menção honrosa: Suzana Herculano-Houzel (Universidade Federal do Rio de Janeiro)
- 2005: Marcelo Nogueira Leite (Folha de S.Paulo). Menção honrosa: Verônica Falcão Souto (Jornal do Commércio) e Lana Cristina do Carmo (Agência Radiobrás)
- 2006: Centro Brasileiro de Pesquisas Físicas. Menção honrosa: Fundação de Amparo à Pesquisa do Estado do Piauí e Memorial da Câmara Municipal de Porto Alegre
- 2007: Jeter Bertoletti, Pontifícia Universidade Católica do Rio Grande do Sul
- 2008: Alicia Ivanissevich, Revista Ciência Hoje, editada pela Sociedade Brasileira para o Progresso da Ciência. Menção honrosa: Mariluce Moura, editora chefe da Revista Pesquisa FAPESP, editada pela Fundação de Amparo à Pesquisa do Estado de São Paulo[5]
- 2009: Espaço Ciência - Secretaria de Ciência, Tecnologia e Meio Ambiente de Pernambuco.
- 2010: Roberto Lent - Universidade Federal do Rio de Janeiro/Instituto Ciência Hoje
- 2011: Ana Lucia Azevedo - Jornal O Globo
- 2012: Fundação Joaquim Nabuco – (Fundaj) – MEC. Menção Honrosa ao Instituto de Estudos Avançados - USP/São Carlos.
- 2013: Ildeu de Castro Moreira (UFRJ)
- 2014: Herton Abacherli Escobar (O Estado de S. Paulo)
- 2015: Fundação Oswaldo Cruz. Menção Honrosa: Secretaria de Ciência e Tecnologia do Estado da Bahia
- 2016: Luisa Massarani[6]
- 2017: Reinaldo José Lopes[7][8]
- 2018: Instituto de Desenvolvimento Sustentável Mamirauá. 38° edição do prêmio na categoria "Instituição e Veículo de Comunicação"[9]
- 2019: Marcelo Knobel. 39° edição do prêmio na categoria "Pesquisador e Escritor".[10]
- 2020: Carlos Fioravanti. 40º edição do prêmio, categoria Jornalista em Ciência e Tecnologia.[11]
- 2021: Museu do Amanhã. 41º edição do prêmio.[12]
- 2022: Alan Alves Brito. 42º edição do prêmio.[12]
- 2023: Sabine Righetti. 43º edição do prêmio.[12]
- 2024: Instituto Butantan. 44º edição do prêmio.[12]